# Voreia Tzoumerka
Voreia Tzoumerka (in greco Βόρεια Τζουμέρκα?) è un comune della Grecia situato nella periferia dell'Epiro (unità periferica di Giannina) con 4 361 abitanti secondo i dati del censimento 2001.
È stato istituiti a seguito della riforma amministrativa detta Programma Callicrate in vigore dal gennaio 2011 che ha abolito le prefetture e accorpato numerosi comuni.